# Неофинетия серповидная
Неофинетия серповидная (лат. Neofinetia falcata) — вид многолетних эпифитных и литофитных травянистых растений семейства Орхидные.

## Ареал и экологические особенности
Япония: острова Хонсю, Яку, Танэгасима, Окинава, Рюкю, Сикоку и Кюсю; а также Китай и Корея.
Литофиты и эпифиты на покрытых мхом скалах и не крупных ветвях деревьев.
Все виды рода Neofinetia входят в Приложение II Конвенции CITES. Цель Конвенции состоит в том, чтобы гарантировать, что международная торговля дикими животными и растениями не создаёт угрозы их выживанию.

## Этимология
Японское название — フウラン, 風蘭, в русской транскрипции Фу-Ран, что означает «орхидея ветров» и フウキラン, 富贵兰, в русской транскрипции Фуки-Ран, что означает «благородные орхидеи».
Китайское название: 风兰 (feng lan). 
Корейское название — 풍란.

## История описания
Впервые обнаружен в Карлом Тунбергом в южной части Японии на холмах около
Нагасаки на острове Кюсю. Описан в 1925 году.

## Биологическое описание
Миниатюрные моноподиальные растения (до 15 см высотой). Псевдобульб не образуют. Взрослые растения образуют плотные куртины. 
Листья расположены двурядно. 
Корни относительно толстые, покрыты веламеном. По цвету кончиков различают четыре типа: светло-коричневые, темно-коричневые, зеленые и рубиново-красные. 
Соцветие 3-7 цветковое, около 7,5 см длиной, вырастает из пазухи листа. 
Цветки ароматные, особенно в вечернее время, у номинальной формы и лепестки и чашелистики белого цвета. Шпорец 3,7 см длиной. У более редких форм цветки различных оттенков зелёного, жёлтого, розового и пурпурного.
Опыляются ночными чешуекрылыми.
Хромосомы: 2n = 38.
Цветение в природе: лето-осень.

## В культуре
Первые упоминания о Neofinetia falcata, вероятно, в китайской книге «Senkaku Ruisho» (изданной до 1600 года) и «Kashi Sahen» (опубликована в 1617 году). В этих текстах, Neofinetia falcata называлась «Keiran Ichimei Fuuran», которое впоследствии было сокращено до «Fuuran», термин, широко используемый в настоящее время в отношении найденных в природе спонтанных мутаций Neofinetia falcata. Самая ранняя информация о культуре вида в книге «Kadan Komoku» (1665 год).
Наиболее популярным культивирование различных форм Neofinetia falcata стало в период правления сёгуна Токугава Иэнари, правящего в Японии в 1787—1837 гг. По приказу Токугава Иэнари осуществлялся специальный поиск необычных разновидностей данной орхидеи. Благодаря ему была собранна коллекция из более 200 форм. Популярность Fuukiran снизилась в конце эпохи Эдо и после мировых войн. До XX века собирателями Neofinetia falcata были только представители высших классов общества. В настоящее время в Японии содержание необычных форм этих орхидей переживает новый подъём.
Fuuran — принято называть найденные в природе растения с необычными листьями и цветами, не свойственными номинальной форме. Гибриды и искусственно созданные мутации к Fuuran никого отношения не имеют.
В Японии, в рамках культурной традиции Fuuran наиболее распространены следующие виды орхидей: Neofinetia falcata (традиционные названия: Fuuran, Fuukiran), Dendrobium moniliforme (Sekkoku, Chouseiran), Cymbidium goeringii (Shunran, Nihon Shunran), Sedirea japonica (Yabukouji, Yabuk). 
 В соответствии со стандартами японского общества Fuukiran Society (JFS), открытие новой формы не всегда приводят к немедленной регистрации нового Fuukiran. В начале в условиях культуры должно вырасти несколько поколений. Это необходимо, для выявления отличий от зарегистрированных Fuukiran и выяснения передаются ли эти уникальные особенности потомству. 
 При оценке растений учитываются не только их морфологические особенности, но и горшок и субстрат, которые должны соответствовать культурным традициям.
Рекомендации по содержанию основанные на данных о климате в одном из мест произрастания (Кагосима, Кюсю, Япония): 

Свет: 2000-3600 FC. По данным японских производителей 1500-3000 FC. Наибольшее количество света в природе растения получают в зимне-весенний период.
Температура воздуха летом: днем в среднем 26-31°С, ночью 19-23 °C. Зимой днем 12-13 °C, ночью 3-4 °C.
Обычно для неофинетий рекомендуются следующая схема: 

Крайние границы зимних (с декабря до середины марта) температур от −5 °С до +15 °C. Среднюю температуру нужно поддерживать на уровне не большем 10—15 °C. При влажности воздуха более 70 %, полив не чаще, чем один раз в неделю. В апреле средняя температура 15 °С — 25 °C. Средняя температура летом 25—28 °C. В это время растения поливают ежедневно и регулярно удобряют. В помещении должна быть обеспечена циркуляция воздуха.
Относительная влажность воздуха 75-85 %. По данным японских производителей от 40 до 60 %.
Полив обильный в период вегетации, в период покоя полив сокращают, но субстрат не должен надолго пересыхать полностью. Между поливами растения должны успевать просохнуть.
Культивируемые растения очень чувствительны к бактериальным и грибковым инфекциям, если выросли в вертикальном положении. Посадка растений должна осуществляться таким образом, чтобы корни растений хорошо аэрировались. Сбалансированная удобрения следует применять еженедельно в период активного роста. Для полива лучше использовать воду прошедшую очистку методом обратного осмоса. При использовании водопроводной воды субстрат следует регулярно промывать во избежание отложения солей.
Посадка растений производится на блок, декоративный камень (в стиле бонсай), в глиняный или пластиковый горшок или корзинку для эпифитов. Традиционный японский способ посадки заключается в том, что растение располагают высоко над краем специального керамического горшка с большим дренажным отверстием, высаживая его на полый шар из сфагнума.
Некоторые известные формы
- Розовые цветки: Awa Hari Beni, Benisuzume, Kutsuwamushi, Kurume Тора (нежно розовый румянец на лепестках и фиолетово-розовые кончики корней), Momo Hime, Seikai, Shojou, Shu Ten Nou.
- Зелёные цветки: Hisui, Shunkyuden.
- Жёлтые цветки: Kibana Furan.
- Оранжево-жёлтые цветки: Kitensho.
- Белые цветки без шпорца: Hoshiguruma.
- Цветки имеющие дополнительные шпорцы и другие части: Shunkyuden.
- Шпорец направлен вперёд: Tenshin.
- Карликовые формы: Senzai, Seikai, Tamakongou[7][10].

Чистота вида у неофинетий с цветками отличными от типовой формы является предметом дискуссии.

## Межродовые искусственныегибриды(грексы)
Зарегистрированы RHS:
- Aeridofinetia Hiroshima Choice — Aerides flabellata × Neof. falcata, M.Kobayashi 1995
- Aeridofinetia Pink Pearl — Aerides jarckiana × Neof. falcata, E.Iwanaga 1961
- Aeridofinetia Tiny Tim — Aerides falcata × Neof. falcata, W.K.Nakamoto 1966
- Aeridofinetia Suzuka Pearl — Neof. falcata × Aerides houlletiana, S.Katsuta 2007
- Ascofinetia A. F. Buckman — Neof. falcata × Ascocentrum christensonianum, A.Buckman 2008
- Ascofinetia Emly — Ascofinetia Peaches × Neof. falcata, E.Siegerist 1982
- Ascofinetia Color Burst — Neof. falcata × Ascocentrum Sidhi Gold, L.Soule(Kultana) 2006
- Ascofinetia Cherry Blossom — Neof. falcata × Ascocentrum ampullaceum, E.Iwanaga 1961
- Ascofinetia Furuse — Neof. falcata × Ascocentrum pumilum, H.Furuse 1979
- Ascofinetia Kaori — Neof. falcata × Ascofinetia Cherry Blossom, I.Mochizuki 1990
- Ascofinetia Lion Star — Neof. falcata × Ascocentrum Sagarik Gold, L.Stern 1984
- Ascofinetia Peaches — Neof. falcata × Ascocentrum curvifolium, E.Iwanaga 1962
- Ascofinetia Twinkle — Neof. falcata × Ascocentrum miniatum, Rev.M.Yamada 1960
- Ascofinetia Yellow Fuuran — Neof. falcata × Ascocentrum sp., O/U 2000
- Chrisnetia Green Light — Christensonia vietnamica × Neof. falcata, Ching Hua 2008
- Cleisofinetia Rumrill Cameo — Cleisocentron pallens × Neof. falcata, J.Rumrill 1987
- Darwinara Charm — Neof. falcata × Vascostylis Tham Yuen Hae, Takaki O.N. 1987
- Darwinara Fuchs Cream Puff — Neof. falcata × Vascostylis Five Friendships, R.F.Orchids 1995
- Darwinara Pretty Girl — Neof. falcata × Vascostylis Jim Snider, Takaki O.N. 1989
- Dorifinetia Little Cherry — Dorifinetia Pilialoha × Neof. falcata, Takaki O.N. 1989
- Dorifinetia Pilialoha — Doritis pulcherrima × Neof. falcata, Mr/Mrs H.Starke (Y.Sagawa) 1975
- Jisooara Jisco — Rhynchofadanda Porchina Blue × Neof. falcata, R.Perreira 1987
- Hanesara Golden Beauty — Neof. falcata × Aeridachnis Bogor, J.Hanes 1977
- Luinetia Rumrill — Neof. falcata × Luisia teres, J.Rumrill 1975
- Mizunoara Pololei Sunset — Neof. falcata × Kagawara Christie Low, Haiku Maui (N.Mizuno) 2005
- Nakamotoara Blanc — Ascocenda Charm × Neof. falcata, Rev.M.Yamada 1965
- Nakamotoara Cherry Hill — Neof. falcata × Ascocenda Aroonsri Beauty, M.Sato 1990
- Nakamotoara Dainty Delight — Ascocenda Ophelia × Neof. falcata, Rod McLellan Co. 1980
- Nakamotoara Joyce Hands — Neof. falcata × Ascocenda Blue Boy, G.Hands(O/U) 2007
- Nakamotoara Peach Mist — Neof. falcata × Ascocenda Karnda, Arnold J.Klehm 1997
- Nakamotoara Thai Surprise — Ascocenda Peggy Foo × Neof. falcata, R.Griesbach (Bangkok Fl.Centre) 1996
- Nakamotoara Rainbow Gem — Neof. falcata × Ascocenda Flambeau, Takaki O.N. 1989
- Nakamotoara Selsal’s Baby Blue — Neof. falcata × Ascocenda Blue Eyes, J.& I.Sellés 1995
- Nakamotoara Wendy — Neof. falcata × Ascocenda Meda Arnold, W.K.Nakamoto 1964
- Neofadenia Ucho — Neof. falcata × Seidenfadenia mitrata, S.Ichijyo (K.Nakatani) 1984
- Neoglossum Rumrill Dilly — Neof. falcata × Ascoglossum calopterum, J.Rumrill 1989
- Neograecum Conny Röllke — Neof. falcata × Angraecum scottianum, Röllke Orchzt.(G.Röllke) 1990
- Neosedanda (Vandofinides) Purity — Vandirea Takagi × Neof. falcata, J.Rumrill 1980
- Neosedirea Summer Stars — Neof. falcata × Sedirea japonica, H.Furuse 1979
- Neostylis Baby Angel — Neof. falcata × Neostylis Lou Sneary, Takaki O.N. 1989
- Neostylis Dainty — Neof. falcata × Rhynchostylis retusa, Elliott Flynn 1965
- Neostylis Lou Sneary — Neof. falcata × Rhynchostylis coelestis, Hajime Ono 1970
- Neostylis Pinky — Neof. falcata × Rhynchostylis gigantea, M.Kobayashi 1990
- Parafinetia Crownfox Twinkle — Paraphalaenopsis serpentilingua × Neof. falcata, R.F. Orchids (Cheah Wah Sang) 2009
- Phalanetia Anna Bettencourt — Neof. falcata × Phalaenopsis Veitchiana, Bettencourt 1988
- Phalanetia Hoshizukiyo — Phalanetia Irene × Neof. falcata, T.Morie 2002
- Phalanetia Irene — Neof. falcata × Phalaenopsis equestris, Y.Sagawa 1975
- Phalanetia Koibotaru — Neof. falcata × Phalaenopsis schilleriana, T.Morie 2000
- Phalanetia Pacifica — Neof. falcata × Phalaenopsis Chieftain, W.K.Nakamoto 1964
- Renanetia Bali — Renanthera Brookie Chandler × Neof. falcata, E.Iwanaga 1962
- Renanetia Sunrise — Neof. falcata × Renanthera imschootiana, Sak.Takagi 1967
- Robifinetia Rumrill Vanguard — Robiquetia spathulata × Neof. falcata, J.Rumrill 1982
- Rumrillara Salome — Rumrillara Rosyleen × Neof. falcata, J.Rumrill 1979
- Sanjumeara Luke Neo — Neof. falcata × Perreiraara Luke Thai, T.Orchids (R.Viraphandhu) 1994
- Vandofinetia Aspenwood Elf — Neof. falcata × Vanda Ben Berliner, I.Cohen (Lauralin) 1985
- Vandofinetia Baby Star — Neof. falcata × Vandofinetia Pat Arcari, Takaki O.N. 1989
- Vandofinetia Blaupunkt — Vanda coerulescens × Neof. falcata, J.Lindstrom (J.Dunkelberger) 1986
- Vandofinetia Kelly’s Cloud Catcher — Neof. falcata × Vanda Sally Roth, K.Hurley (Fournier) 2009
- Vandofinetia Little Blossom — Neof. falcata × Vanda Miss Joaquim, Sak.Takagi 1967
- Vandofinetia Nago Blue — Neof. falcata × Vanda Trevor Rathbone, E.Tamaki 1996
- Vandofinetia Nara — Vanda Patou × Neof. falcata, Kirin Brew. (K.Takagi) 1992
- Vandofinetia Oriental Beauty — Neof. falcata × Vanda Rothschildiana, Takaki O.N. 1987
- Vandofinetia Oriental Star — Neof. falcata × Vanda Little Blue, Takaki O.N. 1989
- Vandofinetia Pat Arcari — Vanda coerulea × Neof. falcata, Hajime Ono 1970
- Vandofinetia Premier — Neof. falcata × Vanda lamellata, Rev.M.Yamada 1960
- Vandofinetia Red Tide — Neof. falcata × Vanda Mystic Queen, Lauralin 1989
- Vandofinetia Snow Dance — Vanda Pissamai × Neof. falcata, Suphachadiwong (Kultana) 1984
- Vandofinetia Sweet Petite — Vanda Mimi Palmer × Neof. falcata, B.Thoms 1994
- Vandofinetia Venus — Vandofinetia Premier × Neof. falcata, J.Rumrill 1984
- Vandofinetia Virgil — Neof. falcata × Vanda cristata, Highland Trop. 1992
- Vandofinetia White Crane — Vanda sanderiana × Neof. falcata, Exotic Orchids 2006
- Wilkara Didit Finally — Asconopsis Irene Dobkin × Neof. falcata, C.Wilk 2003